# Вышка 2
«Вы́шка 2» (англ. Fall 2) — предстоящий американский драматический фильм, являющийся продолжением триллера «Вышка», вышедшего 2 августа 2022 года. Выход сиквела запланирован на август 2025 года.

## Сюжет
Актрисы Грейс Кэролайн и Вирджиния Граднер возвращаются к своим ролям. Их навыки скалолазания и решимость выжить снова проходят проверку на прочность на вершине 600-метровой радиовышки.

## В ролях
- Вирджиния Гарднер — Хантер
- Грэйс Фултон — Бекки
- Гаррит Слейтер — Джек Хантер
- Андрей Касушкин — контрабандист

## Производство
Съёмки фильма стартовали в июне 2024 года, но подробности о ходе производства фильма пока не раскрываются, известно только то, что режиссёрами фильма станут братья Спириг, а Скотт Манн, режиссёр триллера «Вышка», напишет сценарий и станет продюсером новой части.